# Patis
Patis é um município brasileiro
no norte do estado de Minas Gerais.
Sua população estimada em 2022 era de 4.837 habitantes. Pati, vilarejo localizado ao Norte de Minas Gerais, foi emancipado do município de Mirabela em 1997 recebendo o nome de Patis. A sua fundadora fora Balbina Ferreira de Barros que tem como padroeira Nossa Senhora Sant`Ana. Sua economia representada na agricultura; cultivo de milho, mandioca, feijão, arroz, cana de açúcar e café, na pecuária se destaca na criação de gado leiteiro e engorda deste, suínos e aves. Com um histórico na produção da boa cachaça de alambique, tornou-se referência no Norte de Minas.